# Jebel Hafeet
Jebel Hafeet (in arabo جبل حفيت‎?, Ǧabal Ḥafīṫ, trascritto anche come Jabel o Jebal, letteralmente "montagna", e Hafit, lett.  "vuota") è una montagna degli Emirati Arabi Uniti, situata nell'Emirato di Abu Dhabi, nelle vicinanze della città di al-'Ayn, in prossimità del confine con l'Oman.

## Geografia

### Orografia
La Jebel Hafeet è lunga circa 26 km e larga 4-5 km, estendendosi in direzione nord-sud. La cresta è asimmetrica e nella parte orientale è molto più ripida (25°-40°) rispetto al versante occidentale.
Costituisce la vetta più alta dell'emirato di Abu Dhabi e la seconda degli Emirati Arabi Uniti dopo la Jabal Jais (1925 m).

### Geologia
La montagna è composta da molte distorsioni di singoli strati di roccia, ricca di fossili di plancton, mentre ai piedi della montagna si possono trovare vari fossili marini (ad esempio coralli o granchi).
La Jebel Hafeet è attraversata da un sistema di grotte, alcune delle quali sono state esplorate fino ad una profondità di non più di 150 metri. Nelle grotte ci sono stalagmiti e stalattiti ottimamente conservati. L'accesso alle grotte è in parte naturale, mentre in altri punti della città di Al Ain l'ingresso è bloccato. 
Ai piedi del Jebal Hafeet si trova il "Mubazarrah Verde", che costituisce un'importante attrazione turistica: diverse sorgenti di acqua calda sgorgano in piccoli corsi d'acqua e formano un lago, mentre piscine e vasche idromassaggio sono diffuse in tutta la zona.

## Flora e fauna
Sulla montagna è possibile vedere la fioritura gialla della Acridocarpus orientalis.
Le grotte della Jebal Hafeet costituiscono un habitat naturale per una vasta gamma di animali, tra cui pipistrelli, volpi, serpenti e roditori simili agli iraci. La lucertola Acanthodactylus opheodurus, che fino al 1982 era considerata estinta negli Emirati Arabi Uniti, è stata osservata nella zona. Tra l'avifauna, vi è la più grande biodiversità di tutto il paese: uno studio ha contato 119 specie di uccelli. Infine, sono stati catalogati circa 200 differenti insetti e 23 specie di farfalle.

## Archeologia
Ai piedi della montagna sono state rinvenute più di 500 tombe scavate tra il 3200 e il 2700 a.C.. Mentre le tombe sul lato nord sono state parzialmente distrutte dai progetti di costruzione, le tombe meridionali sono controllate. In alcune di esse sono stati trovati scheletri, alcuni di essi ancora adornati con oggetti di bronzo e perle. Sono state rinvenute anche ceramiche della Mesopotamia, che testimoniano le antiche relazioni commerciali esistenti.
A causa del suo eccezionale valore archeologico e storico, nel 1993 il "Parco del deserto e delle tombe" (che include la Jebel Hafeet) è stato iscritto nella lista dei siti patrimonio dell'umanità dell'UNESCO con il nome di "Siti culturali di Al Ain: Hafit, Hili, Bidaa Bint Saud e zone delle oasi".

## Turismo
Rinomato centro turistico della zona dalla cui sommità si gode di un'ampia vista sull'intera area, vi è stato costruito un albergo e una stazione radar.

## Sport

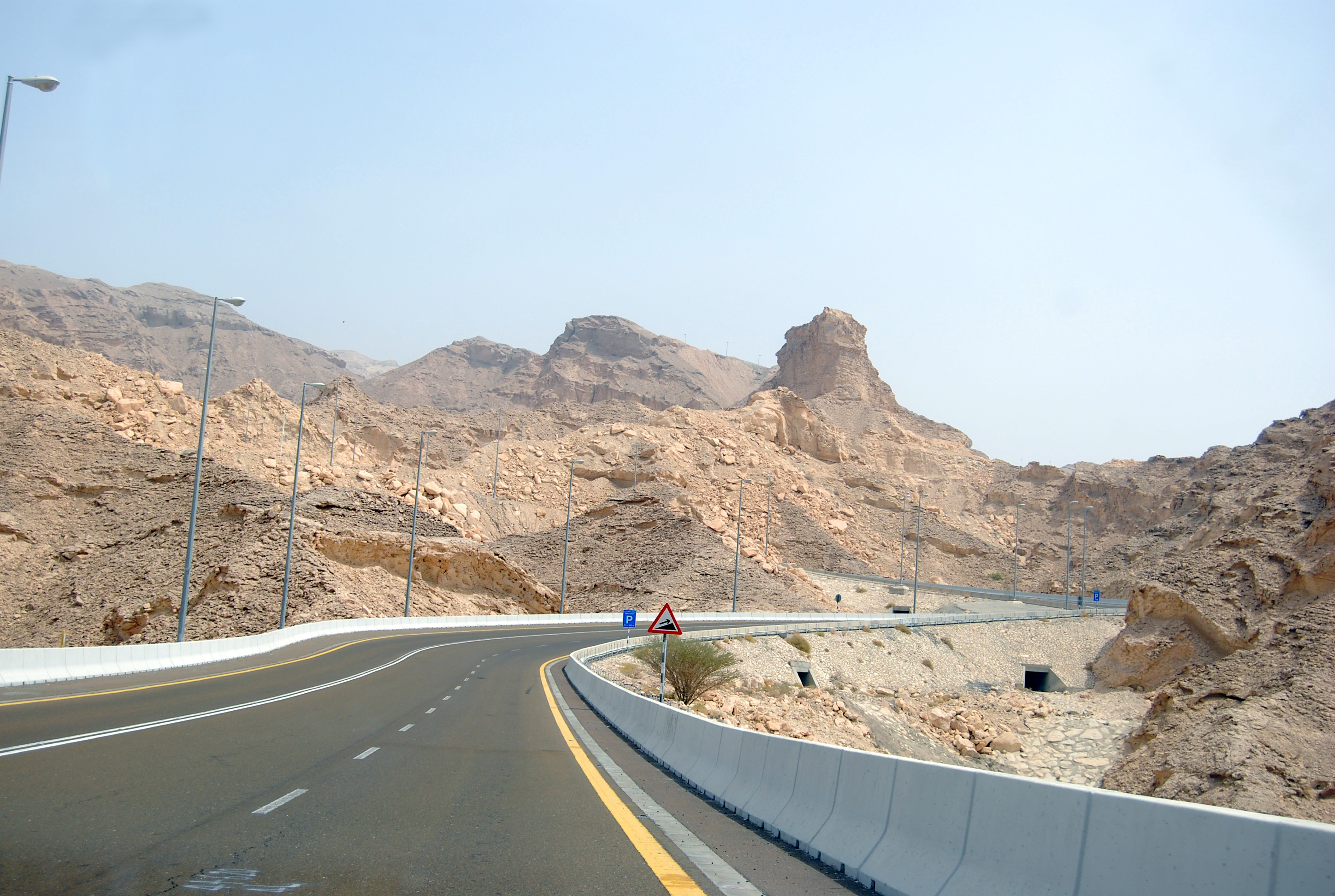
Salita sulla Jebel Hafeet

La strada di 11,7 km con 21 tornanti e un dislivello di 1290 metri (pendenza media dell'8%), costruita nel 1980 a tre corsie di marcia (di cui due per la salita), è un percorso popolare tra gli automobilisti e i ciclisti provenienti da tutto il mondo.
Nel mese di gennaio ospita il trofeo Jebel Hafeet Mercure Challenge, mentre nel 2015 è stata sede di arrivo della terza tappa dell'edizione inaugurale dell'Abu Dhabi Tour, corsa ciclistica organizzata da RCS Sport, vinta dal colombiano Esteban Chaves.